# Nandan
Nandan är ett härad i Hechis stad på prefekturnivå i den autonoma regionen Guangxi i sydligaste Kina.